# 布特鲁斯·布斯塔尼

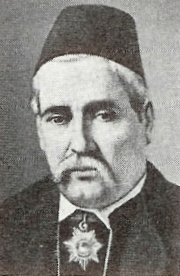
布特鲁斯·布斯塔尼

布特鲁斯·布斯塔尼（阿拉伯語：بطرس البستاني‎，1819年—1883年）是黎巴嫩历史学家，阿拉伯启蒙思想家，被认为是第一个叙利亚民族主义者。